# Цвингенберг (Бергштрасе)

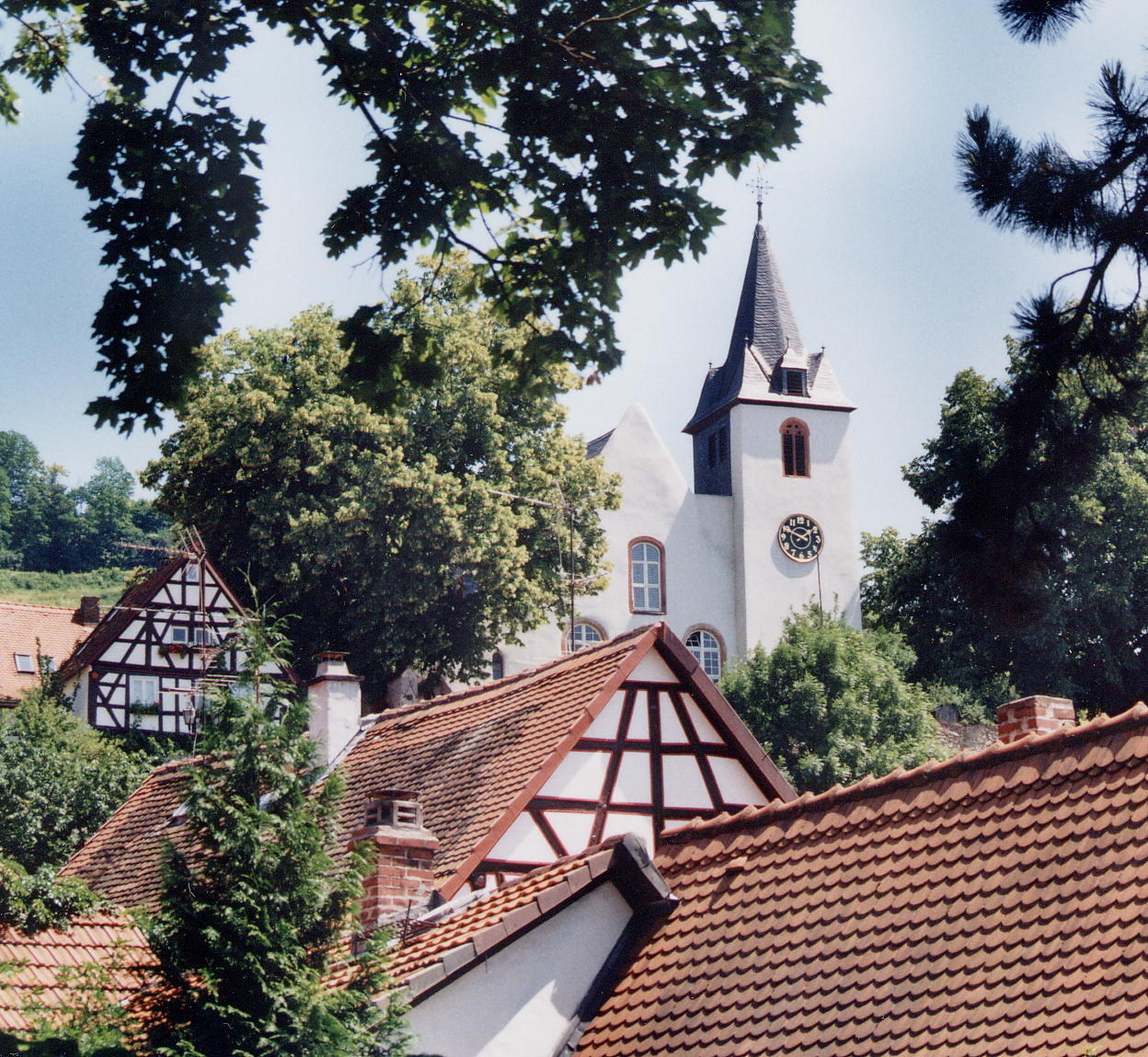
Цвингенберг (Бергштрассе)

Цвингенберг (нем. Zwingenberg) — город в Германии, в земле Гессен. Подчинён административному округу Дармштадт. Входит в состав района Бергштрасе. Население составляет 6.788 человек (на 2009 год). Занимает площадь 5,66 км². Официальный код — 06 4 31 022.